# Юнацька збірна Канади з футболу (U-17)
Юнацька збірна Канади з футболу (U-17) — національна футбольна збірна Канади, що складається із гравців віком до 17 років. Керівництво командою здійснює Канадська футбольна асоціація.
Головним континентальним турніром для команди є Юнацький чемпіонат КОНКАКАФ з футболу (U-17), успішний виступ на якому дозволяє отримати путівку на Чемпіонат світу (U-17). Також може брати участь у товариських і регіональних змаганнях. Протягом 1980-х років також функціонувала й у форматі U-16.

## Виступи на міжнародних турнірах

### Юнацький чемпіонат світу (U-17)
| Статистика чемпіонатів світу (U-17) | Статистика чемпіонатів світу (U-17) | Статистика чемпіонатів світу (U-17) | Статистика чемпіонатів світу (U-17) | Статистика чемпіонатів світу (U-17) | Статистика чемпіонатів світу (U-17) | Статистика чемпіонатів світу (U-17) | Статистика чемпіонатів світу (U-17) | Статистика чемпіонатів світу (U-17) | Статистика чемпіонатів світу (U-17) |
| Рік                                 | Результат                           | Місце                               | І                                   | В                                   | Н                                   | П                                   | Г+                                  | Г-                                  |                                     |
| ----------------------------------- | ----------------------------------- | ----------------------------------- | ----------------------------------- | ----------------------------------- | ----------------------------------- | ----------------------------------- | ----------------------------------- | ----------------------------------- | ----------------------------------- |
| 1985                                | не кваліфікувалася                  | не кваліфікувалася                  | не кваліфікувалася                  | не кваліфікувалася                  | не кваліфікувалася                  | не кваліфікувалася                  | не кваліфікувалася                  | не кваліфікувалася                  | не кваліфікувалася                  |
| 1987                                | груповий етап                       | 16-е з 16                           | 3                                   | 0                                   | 0                                   | 3                                   | 1                                   | 8                                   |                                     |
| 1989                                | груповий етап                       | 16-е з 16                           | 3                                   | 0                                   | 0                                   | 3                                   | 1                                   | 9                                   |                                     |
| 1991                                | не кваліфікувалася                  | не кваліфікувалася                  | не кваліфікувалася                  | не кваліфікувалася                  | не кваліфікувалася                  | не кваліфікувалася                  | не кваліфікувалася                  | не кваліфікувалася                  | не кваліфікувалася                  |
| 1993                                | груповий етап                       | 16-е з 16                           | 3                                   | 0                                   | 0                                   | 3                                   | 0                                   | 18                                  |                                     |
| 1995                                | груповий етап                       | 16-е з 16                           | 3                                   | 0                                   | 0                                   | 3                                   | 1                                   | 7                                   |                                     |
| 1997                                | не кваліфікувалася                  | не кваліфікувалася                  | не кваліфікувалася                  | не кваліфікувалася                  | не кваліфікувалася                  | не кваліфікувалася                  | не кваліфікувалася                  | не кваліфікувалася                  | не кваліфікувалася                  |
| 1999                                | не кваліфікувалася                  | не кваліфікувалася                  | не кваліфікувалася                  | не кваліфікувалася                  | не кваліфікувалася                  | не кваліфікувалася                  | не кваліфікувалася                  | не кваліфікувалася                  | не кваліфікувалася                  |
| 2001                                | не кваліфікувалася                  | не кваліфікувалася                  | не кваліфікувалася                  | не кваліфікувалася                  | не кваліфікувалася                  | не кваліфікувалася                  | не кваліфікувалася                  | не кваліфікувалася                  | не кваліфікувалася                  |
| 2003                                | не кваліфікувалася                  | не кваліфікувалася                  | не кваліфікувалася                  | не кваліфікувалася                  | не кваліфікувалася                  | не кваліфікувалася                  | не кваліфікувалася                  | не кваліфікувалася                  | не кваліфікувалася                  |
| 2005                                | не кваліфікувалася                  | не кваліфікувалася                  | не кваліфікувалася                  | не кваліфікувалася                  | не кваліфікувалася                  | не кваліфікувалася                  | не кваліфікувалася                  | не кваліфікувалася                  | не кваліфікувалася                  |
| 2007                                | не кваліфікувалася                  | не кваліфікувалася                  | не кваліфікувалася                  | не кваліфікувалася                  | не кваліфікувалася                  | не кваліфікувалася                  | не кваліфікувалася                  | не кваліфікувалася                  | не кваліфікувалася                  |
| 2009                                | не кваліфікувалася                  | не кваліфікувалася                  | не кваліфікувалася                  | не кваліфікувалася                  | не кваліфікувалася                  | не кваліфікувалася                  | не кваліфікувалася                  | не кваліфікувалася                  | не кваліфікувалася                  |
| 2011                                | груповий етап                       | 19-е з 24                           | 3                                   | 0                                   | 2                                   | 1                                   | 2                                   | 5                                   |                                     |
| 2013                                | груповий етап                       | 18-е з 24                           | 3                                   | 0                                   | 2                                   | 1                                   | 3                                   | 6                                   |                                     |
| 2015                                | не кваліфікувалася                  | не кваліфікувалася                  | не кваліфікувалася                  | не кваліфікувалася                  | не кваліфікувалася                  | не кваліфікувалася                  | не кваліфікувалася                  | не кваліфікувалася                  | не кваліфікувалася                  |
| 2017                                | не кваліфікувалася                  | не кваліфікувалася                  | не кваліфікувалася                  | не кваліфікувалася                  | не кваліфікувалася                  | не кваліфікувалася                  | не кваліфікувалася                  | не кваліфікувалася                  | не кваліфікувалася                  |
| 2019                                | груповий етап                       | 22-е з 24                           | 3                                   | 0                                   | 0                                   | 3                                   | 2                                   | 7                                   |                                     |
| 2021                                | не визначено                        | не визначено                        | не визначено                        | не визначено                        | не визначено                        | не визначено                        | не визначено                        | не визначено                        | не визначено                        |
| Усього                              | Груповий етап                       | 7/19                                | 18                                  | 0                                   | 4                                   | 14                                  | 8                                   | 53                                  |                                     |

### Юнацький чемпіонат КОНКАКАФ (U-17)
| Юнацький чемпіонат КОНКАКАФ (U-17) | Юнацький чемпіонат КОНКАКАФ (U-17) | Юнацький чемпіонат КОНКАКАФ (U-17) | Юнацький чемпіонат КОНКАКАФ (U-17) | Юнацький чемпіонат КОНКАКАФ (U-17) | Юнацький чемпіонат КОНКАКАФ (U-17) | Юнацький чемпіонат КОНКАКАФ (U-17) | Юнацький чемпіонат КОНКАКАФ (U-17) | Юнацький чемпіонат КОНКАКАФ (U-17) | Юнацький чемпіонат КОНКАКАФ (U-17) |
| Рік                                | Результат                          | Місце                              | І                                  | В                                  | Н                                  | П                                  | Г+                                 | Г-                                 |                                    |
| ---------------------------------- | ---------------------------------- | ---------------------------------- | ---------------------------------- | ---------------------------------- | ---------------------------------- | ---------------------------------- | ---------------------------------- | ---------------------------------- | ---------------------------------- |
| 1983                               | відмовилися від участі             | відмовилися від участі             | відмовилися від участі             | відмовилися від участі             | відмовилися від участі             | відмовилися від участі             | відмовилися від участі             | відмовилися від участі             | відмовилися від участі             |
| 1985                               | третє місце                        | 3-є з 8                            | 6                                  | 2                                  | 2                                  | 2                                  | 12                                 | 12                                 |                                    |
| 1987                               | відмовилися від участі             | відмовилися від участі             | відмовилися від участі             | відмовилися від участі             | відмовилися від участі             | відмовилися від участі             | відмовилися від участі             | відмовилися від участі             | відмовилися від участі             |
| 1988                               | третє місце                        | 3-є з 10                           | 7                                  | 3                                  | 1                                  | 3                                  | 7                                  | 7                                  |                                    |
| 1991                               | груповий етап                      | 6-е з 12                           | 3                                  | 1                                  | 1                                  | 1                                  | 1                                  | 1                                  |                                    |
| 1992                               | третє місце                        | 3-є з 12                           | 6                                  | 4                                  | 1                                  | 1                                  | 19                                 | 1                                  |                                    |
| 1994                               | третє місце                        | 3-є з 12                           | 6                                  | 4                                  | 2                                  | 0                                  | 16                                 | 4                                  |                                    |
| 1996                               | четверте місце                     | 4-е з 12                           | 6                                  | 2                                  | 1                                  | 3                                  | 7                                  | 8                                  |                                    |
| 1999                               | груповий етап                      | 6-е з 8                            | 3                                  | 1                                  | 0                                  | 2                                  | 6                                  | 6                                  |                                    |
| 2001                               | Груповий етап                      | 4-е з 8                            | 3                                  | 1                                  | 1                                  | 1                                  | 6                                  | 5                                  |                                    |
| 2003                               | груповий етап                      | 5-е з 8                            | 3                                  | 2                                  | 0                                  | 1                                  | 4                                  | 3                                  |                                    |
| 2005                               | груповий етап                      | 5-е з 8                            | 3                                  | 1                                  | 0                                  | 2                                  | 5                                  | 4                                  |                                    |
| 2007                               | груповий етап                      | 6-е з 9                            | 4                                  | 1                                  | 1                                  | 2                                  | 6                                  | 6                                  |                                    |
| 2009                               | груповий етап                      | 7-е з 8                            | 3                                  | 0                                  | 1                                  | 2                                  | 4                                  | 7                                  |                                    |
| 2011                               | віце-чемпіон                       | 2-е з 12                           | 5                                  | 3                                  | 1                                  | 1                                  | 11                                 | 3                                  |                                    |
| 2013                               | третє місце                        | 3-є з 12                           | 5                                  | 2                                  | 2                                  | 1                                  | 10                                 | 7                                  |                                    |
| 2015                               | раунд плей-оф                      | 5-е з 12                           | 6                                  | 3                                  | 1                                  | 2                                  | 10                                 | 9                                  |                                    |
| 2017                               | груповий етап                      | 7-е з 12                           | 3                                  | 1                                  | 0                                  | 2                                  | 4                                  | 4                                  |                                    |
| 2019                               | півфінали                          | 4-е з 16                           | 6                                  | 3                                  | 1                                  | 2                                  | 15                                 | 10                                 |                                    |
| Усього                             | віце-чемпіон                       | 17/19                              | 78                                 | 34                                 | 16                                 | 28                                 | 143                                | 97                                 |                                    |